# 広島県道238号東城停車場線
広島県道238号東城停車場線（ひろしまけんどう238ごう とうじょうていしゃじょうせん）は、広島県庄原市を通る一般県道である。

## 概要
JR西日本芸備線 東城駅から国道314号交点に至る。

### 路線データ
- 起点：庄原市東城町川東（JR西日本芸備線 東城駅前）
- 終点：庄原市東城町川西（川西交差点、国道314号交点）
- 総延長：673 m

## 歴史
- 2023年（令和5年）11月2日 - 広島県告示第1,225号により、国道314号東城バイパスの旧道が国道指定から解除されたことに伴い[1]、広島県告示第1,226号により、終点を東城郵便局前から川西交差点に延伸する[2]。

## 地理

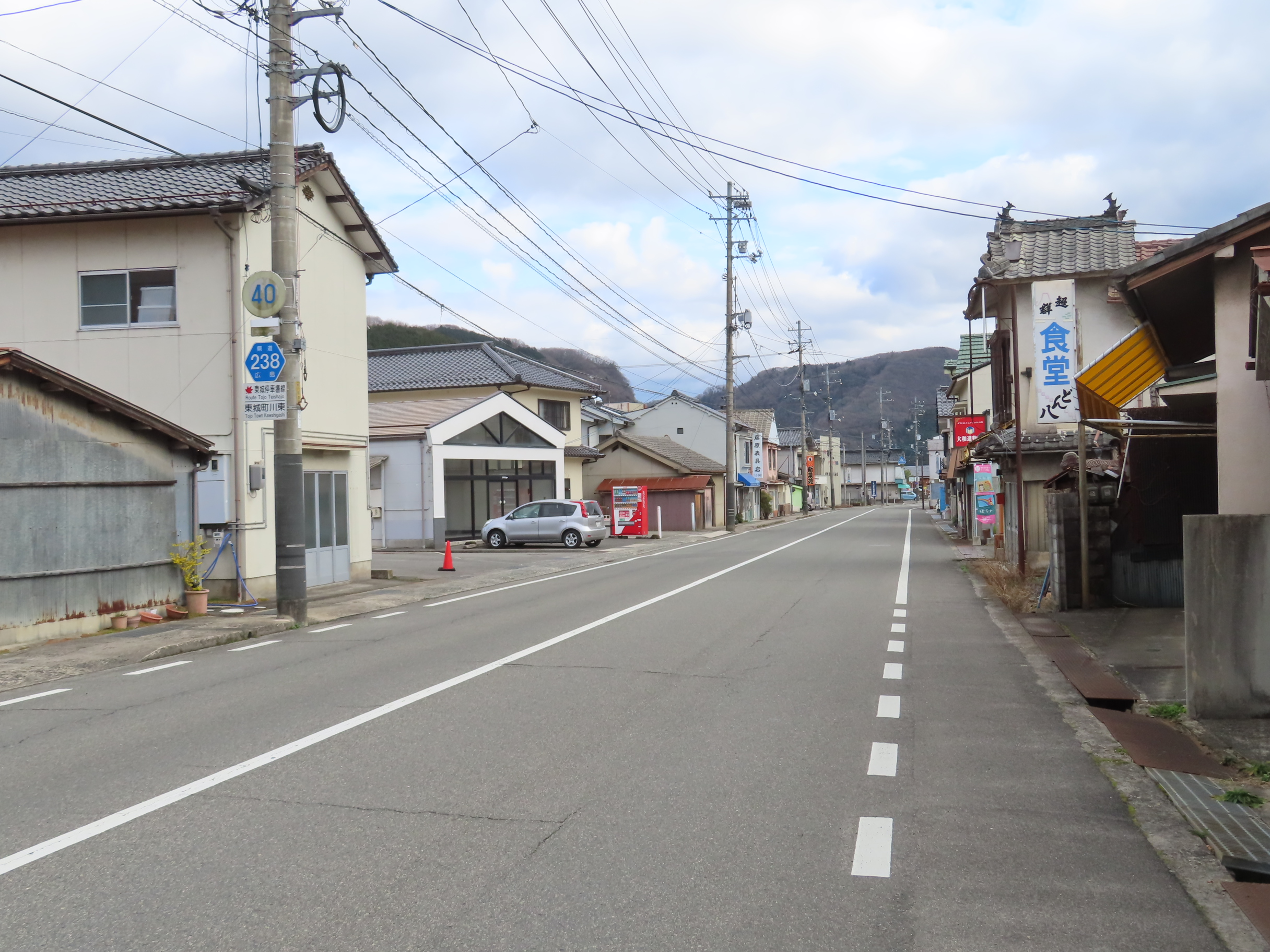
庄原市東城町川東（2023年3月）

### 通過する自治体
- 庄原市

### 交差する道路
| 交差する道路 | 交差する場所 | 交差する場所      |
| ------------ | ------------ | ----------------- |
| 国道314号    | 東城町川西   | 川西交差点 / 終点 |

### 沿線
- JR西日本芸備線 東城駅
- 東城郵便局
- 庄原市立東城小学校
- 庄原市役所 東城支所